# Warblanka
Warblanka – wzniesienie o wysokości 37,1 m n.p.m. na Równinie Gryfickiej, położone w woj. zachodniopomorskim, w powiecie gryfickim, na pograniczu gminy Karnice i gminy Gryfice, między wsią Kłodkowo a Węgorzyn.
Nazwę Warblanka wprowadzono urzędowo rozporządzeniem w 1949 roku, zastępując poprzednią niemiecką nazwę Benken Berg.